# Eupelmus rhizophelus
Eupelmus rhizophelus är en stekelart som beskrevs av Charles Thomas Brues 1903. Eupelmus rhizophelus ingår i släktet Eupelmus och familjen hoppglanssteklar. Inga underarter finns listade i Catalogue of Life.